# گری سوییت
گری سوییت (انگلیسی: Gary Sweet؛ زادهٔ ۲۲ مهٔ ۱۹۵۷) یک هنرپیشه و خواننده اهل استرالیا است.
از فیلم‌ها یا برنامه‌های تلویزیونی که وی در آن نقش داشته است می‌توان به تب، کابوس‌ها ، نجات: عملیات ویژه ، پروژه الکساندرا و اقیانوس آرام و شکوفه اشاره کرد.